# Mathilde de Bavière (1877-1906)
Pour les articles homonymes, voir Mathilde de Bavière.
La princesse Mathilde de Bavière (en allemand : Mathilde Marie Theresia Henriette Christine Luitpolda), née à Lindau le 17 août 1877 et morte à Davos le 6 août 1906, est un membre de la maison de Wittelsbach, devenue par mariage, princesse de Saxe-Cobourg-Gotha.  
Mathilde de Bavière est également un auteur de poésies dont un recueil est publié à titre posthume en allemand, puis traduit en anglais. 

## Biographie

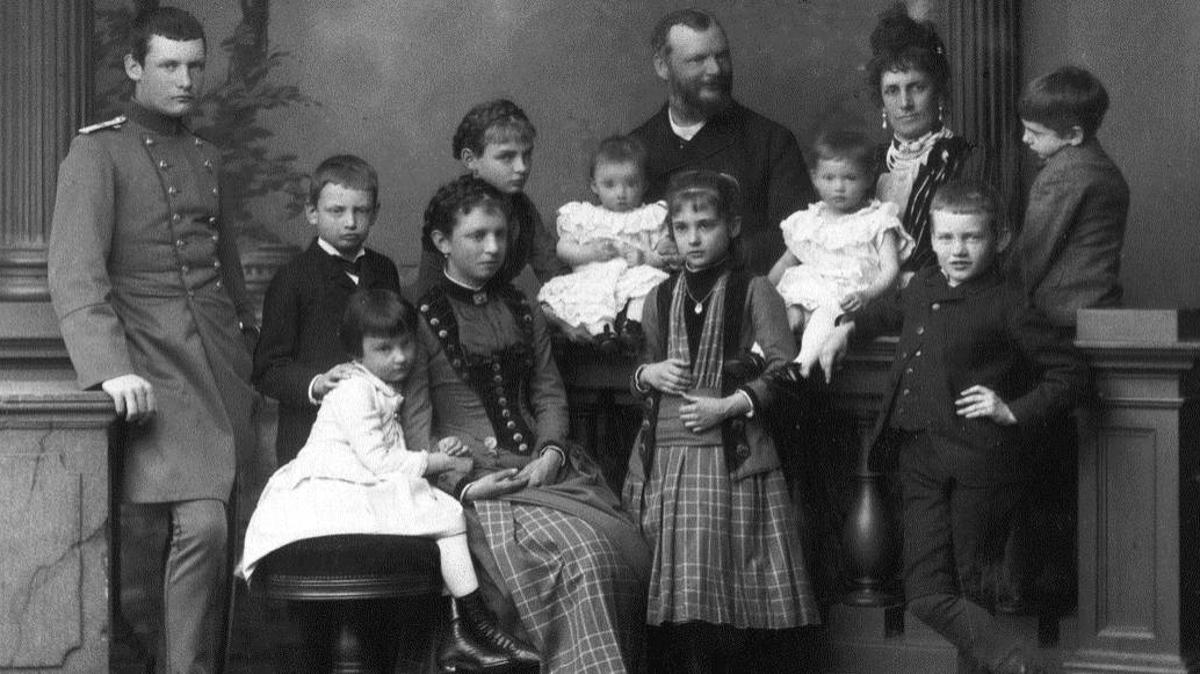
Louis III, sa femme et leurs enfants vers 1887 - Mathilde est debout juste devant son père

Mathilde de Bavière naît le 17 août 1877 dans la résidence d'été de sa famille, la Villa Amsee à Lindau.  Elle est la troisième fille et le sixième enfant de Louis III de Bavière et de Marie-Thérèse de Modène. Si elle est très proche de son père, en revanche, sa mère et elle ne s'entendent guère.
Plusieurs rumeurs la prétendent fiancée à différents partis successifs : en 1896, au prince de Naples, le futur roi d'Italie Victor-Emmanuel III, et plus tard à l'archiduc François-Ferdinand d'Autriche et, enfin, en 1899, à Jacques de Bourbon.
Le 1er mai 1900, à la résidence de Munich, elle épouse le prince Louis de Saxe-Cobourg-Gotha, né à Ebenthal en Autriche-Hongrie, le 15 septembre 1870, et mort à Innsbruck, en Autriche, le 23 janvier 1942. Son mari est le quatrième fils d'Auguste de Saxe-Cobourg-Kohary et de Léopoldine du Brésil. Il est capitaine de l'armée autrichienne. 
Deux enfants sont issus de cette union :
1. Antoine de Saxe-Cobourg-Gotha (Innsbruck 17 juin 1901 - Haar près de Munich 1er septembre 1970) qui épouse à Steyr près Linz, le 14 mai 1938, Luise Mayrhofer (Graz 22 juin 1903 - Steyr près Linz 21 octobre 1974), fille d'Alois Mayrhofer, inspecteur des postes, et de Therese Leicht, sans postérité ;
2. Immaculée de Saxe-Cobourg-Gotha (Innsbruck 10 septembre 1904 - Varese, Lombardie 18 mars 1940), célibataire.

Après cinq ans d'un mariage peu heureux où le mari se montre jaloux dès le début des noces, Mathilde de Bavière meurt des suites de la tuberculose, à Davos, le 6 août 1906, à l'âge de 28 ans. Elle est inhumée dans la chapelle de Rieden à Starnberg.

## Auteur

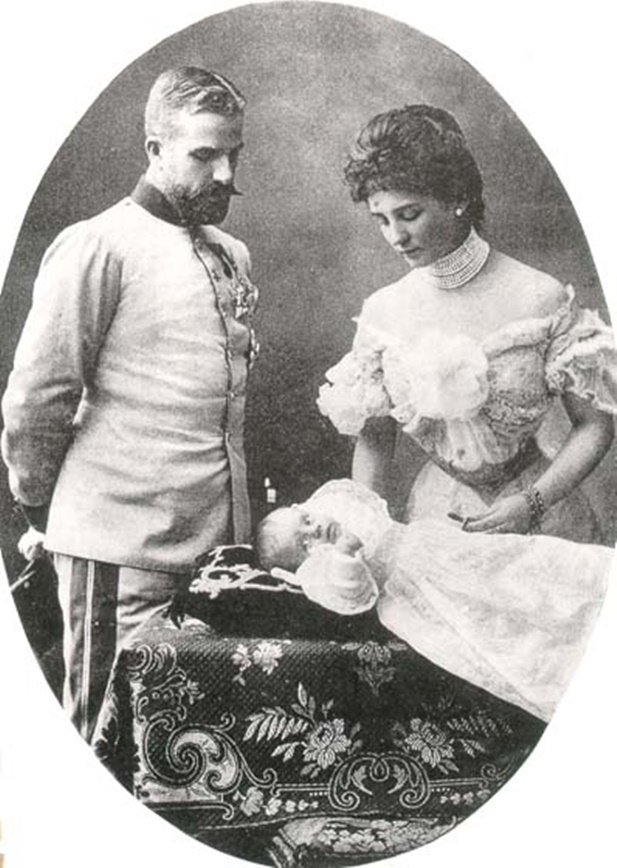
Mathilde, Louis et leur fils Antoine vers 1902.

Après sa mort, une collection de ses poèmes, Traum und Leben : Gedichte einer früh Vollendeten, est publiée par sa famille, en 1910, puis traduite, en 1913, en anglais par John Heard.

## Honneurs
Mathilde de Bavière est :
- Dame noble de l'ordre de la Croix étoilée, Autriche-Hongrie ;
- Dame d'honneur de l'ordre de Thérèse (Royaume de Bavière) ;
- Dame de l'ordre de Sainte-Élisabeth (Royaume de Bavière).

## Ascendance

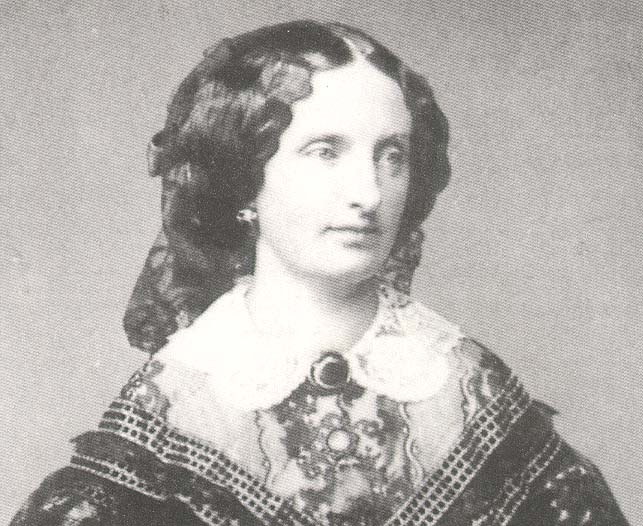
Auguste Ferdinande de Habsbourg-Toscane, née le 1er avril 1825 et décédée le 26 avril 1864, était une archiduchesse d'Autriche et princesse de Toscane. Elle était la fille du grand-duc Léopold II de Toscane et de Marie-Antoinette de Bourbon-Siciles. Elle s'est mariée avec le prince Luitpold de Bavière en 1844.

|  |                                              |  |  |  |  |  |  |  |  |  |  |  |  |
|  | 8. Louis Ier de Bavière                      |  |  |  |  |  |  |  |  |  |  |  |  |
|  |                                              |  |  |  |  |  |  |  |  |  |  |  |  |
|  |                                              |  |  |  |  |  |  |  |  |  |  |  |  |
|  | 4. Luitpold de Bavière                       |  |  |  |  |  |  |  |  |  |  |  |  |
|  |                                              |  |  |  |  |  |  |  |  |  |  |  |  |
|  |                                              |  |  |  |  |  |  |  |  |  |  |  |  |
|  | 9. Thérèse de Saxe-Hildburghausen            |  |  |  |  |  |  |  |  |  |  |  |  |
|  |                                              |  |  |  |  |  |  |  |  |  |  |  |  |
|  |                                              |  |  |  |  |  |  |  |  |  |  |  |  |
|  | 2. Louis III de Bavière                      |  |  |  |  |  |  |  |  |  |  |  |  |
|  |                                              |  |  |  |  |  |  |  |  |  |  |  |  |
|  |                                              |  |  |  |  |  |  |  |  |  |  |  |  |
|  | 10. Léopold II (grand-duc de Toscane)        |  |  |  |  |  |  |  |  |  |  |  |  |
|  |                                              |  |  |  |  |  |  |  |  |  |  |  |  |
|  |                                              |  |  |  |  |  |  |  |  |  |  |  |  |
|  | 5. Auguste-Ferdinande de Habsbourg-Toscane   |  |  |  |  |  |  |  |  |  |  |  |  |
|  |                                              |  |  |  |  |  |  |  |  |  |  |  |  |
|  |                                              |  |  |  |  |  |  |  |  |  |  |  |  |
|  | 11. Marie de Saxe                            |  |  |  |  |  |  |  |  |  |  |  |  |
|  |                                              |  |  |  |  |  |  |  |  |  |  |  |  |
|  |                                              |  |  |  |  |  |  |  |  |  |  |  |  |
|  | 1. Mathilde de Bavière                       |  |  |  |  |  |  |  |  |  |  |  |  |
|  |                                              |  |  |  |  |  |  |  |  |  |  |  |  |
|  |                                              |  |  |  |  |  |  |  |  |  |  |  |  |
|  | 12. François IV de Modène                    |  |  |  |  |  |  |  |  |  |  |  |  |
|  |                                              |  |  |  |  |  |  |  |  |  |  |  |  |
|  |                                              |  |  |  |  |  |  |  |  |  |  |  |  |
|  | 6. Ferdinand Charles Victor d'Autriche-Este  |  |  |  |  |  |  |  |  |  |  |  |  |
|  |                                              |  |  |  |  |  |  |  |  |  |  |  |  |
|  |                                              |  |  |  |  |  |  |  |  |  |  |  |  |
|  | 13. Marie-Béatrice de Savoie                 |  |  |  |  |  |  |  |  |  |  |  |  |
|  |                                              |  |  |  |  |  |  |  |  |  |  |  |  |
|  |                                              |  |  |  |  |  |  |  |  |  |  |  |  |
|  | 3. Marie-Thérèse de Modène                   |  |  |  |  |  |  |  |  |  |  |  |  |
|  |                                              |  |  |  |  |  |  |  |  |  |  |  |  |
|  |                                              |  |  |  |  |  |  |  |  |  |  |  |  |
|  | 14. Joseph de Habsbourg-Lorraine (1776-1847) |  |  |  |  |  |  |  |  |  |  |  |  |
|  |                                              |  |  |  |  |  |  |  |  |  |  |  |  |
|  |                                              |  |  |  |  |  |  |  |  |  |  |  |  |
|  | 7. Élisabeth de Habsbourg-Hongrie            |  |  |  |  |  |  |  |  |  |  |  |  |
|  |                                              |  |  |  |  |  |  |  |  |  |  |  |  |
|  |                                              |  |  |  |  |  |  |  |  |  |  |  |  |
|  | 15. Marie-Dorothée de Wurtemberg             |  |  |  |  |  |  |  |  |  |  |  |  |
|  |                                              |  |  |  |  |  |  |  |  |  |  |  |  |
|  |                                              |  |  |  |  |  |  |  |  |  |  |  |  |